# Јак-23
Јаковљев Јак-23 (рус. Як-23, НАТО назив енгл. Flora) је био рани совјетски млазни ловац прве генерације, конструисан у бироу Јаковљева 1947. Иако је настао у време конструисања претходника Јак-17 драстично се разликовао у свим карактеристикама захваљујући новој и бољој конструкцији као и увођењем снажнијег мотора.

## Пројектовање и развој
Јак-23 је настао као побољшање ранијих млазних ловаца Алекандра Јаковљева Јак-15 и Јак-17, понављајући исту шему мотор у предњем делу трупа и издувне млазнице под њим, али је његов дизајн потпуно нов. Претходни авиони су имали труп прекривен делимично дрвеном лепенком, алуминијумским лимом а део платном, за разлику од њих Јак-23 има труп монокок потпуно металне конструкције. Тако је добијен релативно танак труп, у који је угрђен здепасти мотор Климов РД-500. Авион је задржао равна (нестреласта) крила трапезастог облика упркос појаве већег броја модерних авиона са косим крилима у то доба. Прототип авиона је први пут полетео 8. јула 1947. године са пилотом Михаил Ивановим.
Од новембра 1947. до марта 1948. године, авион је био подвргнут тестирању пред државном стручном комисијом и добио дозволу за серијску производњу. Јак 23 је оцењен да поседује велико убрзање и брзину пењања и добре полетне и слетања карактеристике и покретљивост. Недостаци су били лоша стабилност, недостатак аеродинамичких кочница, без кабине под притиском ограничена му је практична примена на вишим надморским висинама.

## Технички опис
Авион Јаковљев Јак 23 је био слободноносећи једномоторни средњокрилац на млазни погон потпуно металне конструкције, са увлачећим стајним трапом типа трицикл (носни точак и два главна исподкрила). Имао је класичну аеродинамичку концепцију са нестреласлим крилом. Попречни пресек трупа авиона је био облог облика. Носећа структура трупа авиона Јак 23 је била метална монокок конструкција. Авион је био опремљен са једним млазним мотором совјетске производње Климов РД- 500 са 15,6 kN потиска. Крила су била металне конструкције, конзолна и самоносећа са две рамењаче од дуралуминијума, трапезастог облика са одсеченим крајевима, обложена дуралуминијумским лимом. Оса крила је била управна на осу авиона (нестреласта крила). Конструкције репних крила и вертикални стабилизатор као и кормило правца и висине су били направљени као металне конструкције, обложени дурал-лимом. Стајни трап је био трицикл диспозиције (носна нога и две ноге испод крила). Носна нога се увлачила испод трупа и то унапред док су се главне ноге улачиле делом у крила а делом у труп авиона. Авион је био наоружан са два топа 23 mm НР-23 (са 90 граната сваки).

## Земље које су користиле Авион Јак-23
| - Бугарска - Чехословачка - Пољска - Румунија | - СССР - ФНР Југославија - САД |

## Оперативно коришћење
Произведено је свега 316 авиона овог типа. Пошто је совјетско војно ваздухопловство почетком 1950. година већ располагало бољим ловцем МиГ-15 и развијали његове наследнике (Миг-17 и Миг-19), млазни ловачки авион Јак 23 су препустили својим савезницима из Варшавског пакта. Највећи корисник овог авиона је било пољско ратно ваздухопловство које је располагало са око 100 ових авиона. Они су коришћени у првој линији одбране од 1951. до 1956. године када је Пољска почела производњу Миг 15 по основу купљене лиценце што се исто десила и са судбином овог авиона у Чехословачкој. Последњи авион овог типа у Пољској је расходован крајем 1961. године а до тада су коришћени за тренажу. Поред Пољске ови авиони су се користили још у Бугарској, Чехословачкој и Румунији.

### Авион Јак-23 у Југославији
Захваљујући слетању млазних авиона "пребега", Југославија је по први пут добила прилику да упозна совјетске летелице са којим су располагали Мађари и Румуни. Први такав пребег забележен је 24. јула 1953. године, када је у Југославију слетео румунски млазни ловац Јак-23 са којим је управљао пилот Дијакону Михаи. Он је одмах затражио политички азил. Занимљиво је то, да је вест у југословенским медијима о пребегу објављена тек 35 дана после тог чина.
Авион Јак-23 је одмах по слетању и прегледу, преузео Ваздухопловни опитни центар (ВОЦ). Пилоти ВОЦ-а у највећој тајности испитали су летне особине овог ловца. На том авиону су летели капетани Водопивец (обавио је 17 летова у трајању од 8,27 часова), и Тодоровић (три лета од 1,14 часова), и капетан Пребег који је летео само један лет од 20 минута. Доступни подаци показују да је поред летних карактеристика ловца испитано и стрељачко (топовско) наоружање. У Југославији овај авион је био без икаквих ознака потпуно сребрне металик боје. Занимање за овај ловац, показали су и Aмериканци, а Југославија је дала одобрење да могу и они са својим пилотима да испитају овај авион у САД-у где је носио америчке ознаке. После испитивања у САД-у авион је враћен Југославији.
Након отопљавања односа између Југославије и Источног блока 1956. године овај авион је враћен Румунији без ознака.